# 三林千夏
三林 千夏（みつばやし ちか、Chika Mitsubayashi、1983年6月14日 - ）は、日本の女優、タレント、グラビアアイドル。蛍PRO所属。

## 人物その他
- Vシネマなどを軸に出演して活動。
- 特技が、料理全般。
- 趣味が、スポーツ鑑賞。

## テレビ出演
テレビ
- 2001年「超V.I.P.」(フジテレビ)

## 映画等出演
映画・オリジナルビデオ出演
- 2001年 -「オーバーレブ!」主演：志濃涼子 役
- 2001年7月 - Vシネマ「特攻!アルテミス」（少年画報社・ヤングキングコミックス連載）麗 役
- 2001年12月 - Vシネマ「女雀龍伝〜誕生編〜」主演：大友愛 役
- 2002年3月 - Vシネマ「女雀龍伝〜流血編〜」主演：大友愛 役

## 雑誌等掲載
- 2001年4月号 -「週刊ヤングサンデー」グラビア
- 2001年1月号〜6月号 - 車雑誌「OPTION2」で「オーバーレブ！」連載
- 2001年12月号 - 「スコラ（アイドルクリック）」（スコラマガジン）